# Ateuchus calcaratus
Ateuchus calcaratus là một loài bọ cánh cứng trong họ Bọ hung (Scarabaeidae).